# Condado de Foothills
El condado de Foothills es un distrito municipal canadiense situado en la provincia de Alberta.

## Superficie
Foothills tiene una superficie de 3604,76 km².

## Demografía
En 2021, tenía 23 199 habitantes, una densidad poblacional de 6,4 hab./km², y 9075 viviendas.